# The Mule
The Mule är en amerikansk kriminaldramafilm från 2018, producerad och regisserad av Clint Eastwood, som också spelar huvudrollen. Manuset, av Nick Schenk, är baserat på en händelse där en amerikansk veteran från andra världskriget blev drogkurir för Sinaloa-kartellen på 1980-talet.
Förutom av Eastwood spelas huvudrollerna i filmen av Bradley Cooper, Laurence Fishburne, Michael Peña, Dianne Wiest och Andy García.
Eastwoods roll i den här filmen är den första sedan han spelade i 2012 års Trouble with the Curve, och hans första huvudroll i en film regisserad av honom själv sedan 2008 års Gran Torino. Inspelningen började i juni 2018 och ägde rum i Atlanta och Augusta, Georgia, med andra filmplatser i Las Cruces, New Mexico.